# Steinar Sverd Johnsen
Steinar „Sverd” Johnsen (ur. 8 czerwca 1972) – norweski kompozytor i muzyk, grający na pianinie oraz na syntezatorze. Sverd znany jest przede wszystkim z występów w zespole Arcturus, w którym jest głównym kompozytorem. Jest również jego współzałożycielem wraz z Janem Axelem Blombergiem z Mayhem.
W 1998 Sverd dołączył wraz z Blombergiem do zespołu The Kovenant, znanego wtedy jako Covenant. Po wydaniu albumu Nexus Polaris drogi Sverda i zespołu rozeszły się. W 2009 muzyk ponownie dołączył do zespołu.
Sverd występował także gościnnie na kilku albumach blackmetalowych zespołów, m.in. Ulver i Satyricon. W latach 1994–1995 koncertował wraz z zespołem Emperor.

## Dyskografia
Arcturus
- Aspera Hiems Symfonia (1996)
- La Masquerade Infernale (1997)
- The Sham Mirrors (2002)
- Sideshow Symphonies (2005)

Covenant
- Nexus Polaris (1998)

Gościnnie
- Satyricon – The Shadowthrone (1994)
- Ulver – Bergtatt – Et Eeventyr i 5 Capitler (1994)
- Fleurety – Department of Apocalyptic Affairs (2000)